# 李必善
李 必善（イ・ピルソン、朝鮮語: 이필선、1928年12月6日 - 2008年6月19日）は、大韓民国の政治家、第5代、第10代大韓民国国会議員。

## 概要
1928年12月6日、全羅南道の光州（現在の光州広域市）に生まれた。延世大学大学院政外学科卒。1960年7月29日の第5代総選挙にて当選し、政界入りした。その後も第10代総選挙に当選し国会議員を務め、新民党最高委員や自由民主連合副総裁、また、大韓民国憲政会の副会長などを務めた。
2008年6月19日午前8時、81歳で亡くなった。